# Nehardea
Nehardea, (en hebreo: נהרדעא) fue una ciudad del país de Babilonia, la ciudad estaba situada cerca del río Éufrates. Nehardea, fue también uno de los primeros centros del judaísmo rabínico. Como asiento del exilarca, la ciudad traza sus orígenes hasta los tiempos del rey Joaquín de Judá. Según el rabino y erudito Sherira Gaón, el rey Joaquín de Judá y sus exilarcas, construyeron una sinagoga en Nehardea, para los fundamentos del edificio, usaron tierra y piedras que habían traído supuestamente, desde Jerusalén. Esta sinagoga, fue el asiento de la Shejiná en Babilonia. La población judía de Nehardea, se dice que descendía de los esclavos de Pashur ben Immer. (Kidushín 70b).